# Rabinal Achí
A Rabinal Achí egy maja színdarab, amelyet Rabinalban, a guatemalai Baja Verapaz tartományban adtak elő. Az eredeti neve Xajoj Tun, amely Tun Táncot jelent. A Rabinal Achí a 15. századból származó dinasztikus maja dráma és a prehispán időszak hagyományainak ritka emléke. Tartalmazza a származás legendáját, valamint népi és politikai tényeket ad át Rabinal lakóiról, mindezt álarcos tánccal, színjátékkal és zenével kifejezve. A zenét úgynevezett tun-on játszották, amely egy fából hasított dob. Emellett 2 trombitát és schalmei-ket használnak még. Az, aki a tun-on játszik általában egyben a zenét és a színdarabot is irányítja, valamint gyakran a darabért is ő felelős. A drámát franciára fordította  Charles-Étienne Brasseur de Bourbourg 1856-ban.
A szóbeli és az írott narratívát egy csoportnyi karakter jeleníti meg, akik a maja városokat kell eljátsszák, főleg Kajyub’-t Rabinaleb’ 14. századi regionális fővárosát.  A drámát 4 részre osztották, amelyek a régió két fő politikai entitásának, Rabinaleb’-nek és K’iche’-nek konfliktusát mutatják be.
A főszereplők 2 herceg, a Rabinal Achí, vagyis Rabinal hercege és K’iche Achí, vagyis K’iche’ hercege. Szerepel még Rabinaleb’ királya, Job Toj, és szolgája, Achij Mun; Ixoq Mun, akinek férfi és női vonásai is vannak, a zöld tollú anya, Uchuch Q’uq’, Uchuch Raxon, valamint 13 sas és 13 jaguár, akik Kajyub’ várának harcosait szemléltetik. K’iche Achí-t elfogják és perbe fogják, amiért megpróbálta elrabolni Rabinaleb’ gyermekeit, amely a Maja Törvény súlyos megsértése.
A 16. századi kolonizáció óta, a Rabinal Achí tánc, január 25-én, Szent Pál napján kerül bemutatásra. A fesztivál során, a táncban való részvétellel, az élő kapcsolatba kerül a halállal, a "rajawales"-okkal, akik maszkokkal ábrázolt ősök. A modern Rabinal Achí-jai számára az ősök visszahívása nem csak a múlt örökségének állandósításáról szól, egyben egy vízió is, hiszen egy napon ők is csatlakoznak az őseikhez. 
A fegyveres konfliktusok hatására, főként Rabinal és K’iche régiókban, ez a tánc majdnem eltűnt. Napjainkban, a közösség egészének bizonytalan gazdasági helyzete, az egységes védelmi politika hiánya, valamint a fiatalok nagyvárosokba, illetve külföldre vándorlása veszélyezteti a hagyományt. A Rabinal Achí a folklorizációval és a trivitalizócióval is szembesül, amely súlyosan veszélyezteti a maja tudást és értékeket.
2005-ben Rabinal drámai tánca az UNESCO által Az emberiség szájhagyományozó és szellemi örökségének mesterművének lett nyilvánítva.

## Külső hivatkozások
- UNESCO Web Site
- Rabinal Achí letöltése
- UNESCO
- Dennis Tedlock, Rabinal Achí[halott link]